# 森滝市郎

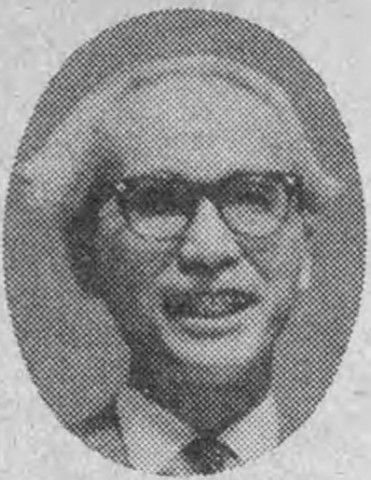
森滝市郎（1967年）

森滝 市郎（森瀧 市郎、もりたき いちろう、1901年4月28日 - 1994年1月25日）は、日本の倫理学者、原水禁運動家。日本原水爆被害者団体協議会理事長、原水爆禁止日本国民会議代表委員などを務めた。

## 経歴・人物
広島県双三郡君田村（現三次市）生まれ。1925年に広島高等師範学校文科2部を卒業し県立三次中学校の教員となるが、1927年に京都帝国大学文学部哲学科に進学し1930年に卒業。その後入学した同大学の大学院を1931年に卒業、出身校である広島高師教授に任じられ同年末に西しげと結婚。
1945年の原爆投下に際し、広島高師教官として動員学徒を引率していた市内江波（現・中区）の三菱重工広島造船所江波工場（爆心から4km）で被爆、爆風で飛散した窓ガラスの破片で右目を失明した。1953年、「英国倫理研究」により（旧制）広島文理科大学から文学博士。同年、広島大学教授。
1954年3月1日の第五福竜丸被爆事件をきっかけに原水爆禁止運動に参加、原水爆禁止広島県民運動本部事務局長に就任。原水爆禁止広島県協議会（広島県原水協）や広島県原爆被害者団体協議会（広島県被団協）の結成に尽力した。1960年、日本原水爆被害者団体協議会（被団協）理事長となり、被爆者援護法制定をめざして活動した。原水爆禁止日本協議会（原水協）が内部対立により分裂し、1965年に原水爆禁止日本国民会議（原水禁）が結成されると、その代表委員を務めた。1976年の第31回原水爆禁止世界大会で、核兵器とともに核の平和利用にも反対することを宣言した。1977年5月19日、原水協理事長である草野信男と会談し、運動の統一に関する合意書に調印、その後の反核運動高揚に道を開いた。1986年の第41回原水爆禁止世界大会では、「核エネルギーと人類は共存できない」と、述べるに至った。1991年、原水禁議長に就任。
1973年に始まった伊方原発訴訟では原告住民を支援した。
また、原水爆禁止運動は日本国内だけに止まらず、米ソ両国による核軍拡競争を受けて、ヨーロッパで反核運動が盛り上がっていた1981年の11月21日には、西ドイツのドルトムントで約1万5000人の聴衆を前に、英語で自身の被爆体験を述べた後、ドイツ語で「ノーモア・ヒロシマ！ ヨーロッパをヨーロシマにしてはならない！」（Europa soll nicht werden Euroshima!）と演説した。いかなる場所でも、絶対に、核戦争を起こしてはならないことを訴え続けた。

## 家族・姻戚
広島高師時代の恩師で「倫理学の重鎮」と呼ばれた西晋一郎と妻ひさの次女・しげを妻とした（したがって西の次男である中国思想史家・西順蔵は義弟となる）。二人の間に生まれた長女・安子および次女・春子は、原爆投下時には母とともに遠隔の農村部に疎開していたため、直接被爆を免れたが、隻眼となって避難してきた父・市郎の姿を目の当たりにした。当時、国民学校（小学校）4年生であった安子は、戦後の1951年、高等学校1年在学中に当時を回想した手記を執筆し、広島大学教授で父の同僚である教育学者・長田新が編集した『原爆の子〜広島の少年少女のうったえ』（岩波書店、1951年）に収録された。
次女・森滝春子は長じて父・市郎の運動を支えるようになり、その死後には核兵器廃絶をめざすヒロシマの会共同代表として劣化ウラン弾禁止運動などの活動に参加し、バラク・オバマの広島訪問に際しては、謝罪が無いとして、訪問に反対の立場を取った。